# Schönbühel an der Donau
Schönbühel an der Donau ist ein Dorf, eine Ortschaft und eine Katastralgemeinde der Marktgemeinde Schönbühel-Aggsbach im Bezirk Melk in Niederösterreich. Die Ortschaft hat 299 Einwohner (Stand 1. Jänner 2025). Schönbühel war bis Ende 1969 eine eigenständige Gemeinde.

## Geschichte
Im 9. Jahrhundert gehörte das Gebiet um Schönbühel zum Bistum Passau. 1396 verkaufte das Bistum Passau es als freies Eigen an die Herren von Starhemberg, die bis 1819 Schlossherren auf Schönbühel waren. Der Ort entstand als Burguntersiedlung am Fuß der Hügelkuppe und wird 1358 erstmals urkundlich genannt. 1666 stiftete der Schlossherr Graf Conrad Balthasar von Starhemberg das Servitenkloster, welches anstelle eines ehemaligen Lustschlösschens etwas donauabwärts errichtet wurde.
Schönbühel gehörte zur Pfarre Gerolding. Die 1064 errichtete Schlosskapelle diente als Filialkirche. Nachdem Schönbühel 1668/69 eine eigenständige Pfarre wurde, diente anfangs die Schlosskapelle als Pfarrkirche. 1786 wurden die Pfarrrechte auf die Kirche des Klosters Schönbühel übertragen.
Spätestens Anfang des 19. Jahrhunderts war das Schloss in einem desolaten Zustand, so dass nur mehr der hohe Turm, die schon entweihte Kirche und der angebaute Trakt mit drei runden Türmen zu sehn war. 1819 verkauften die Starhemberg den Besitz an Franz Graf Beroldingen, der das Schloss weitgehend erneuern ließ. 1927 erwarb die gräfliche Familie Seilern und Aspang das Gut Schönbühel, in deren Besitz es aktuell (2018) noch ist. Zwischen Juni 1944 und April 1945 wurden von der Gutsverwaltung ungarische Juden als Zwangsarbeiter am Gut und in der Forstwirtschaft eingesetzt.
Mit 1. Jänner 1970 wurden im Rahmen der Niederösterreichischen Kommunalstrukturverbesserung die bis dahin selbständigen Gemeinden Aggsbach-Dorf und Schönbühel zu Schönbühel-Aggsbach fusioniert.

## Öffentliche Einrichtungen
In Schönbühel gibt es einen Kindergarten.